# 高橋年隆
高橋 年隆（たかはし としたか、生没年不詳）とは、明治時代の浮世絵師。

## 来歴
月岡芳年の門人。『浮世絵師人名辞書』に「芳年門人、高橋氏、明治」とあり、明治31年（1898年）建立の月岡芳年翁之碑に「高橋年隆」の名がある。明治期に読本の挿絵などを手掛けている。

## 作品
- 『春色辰巳園』　※為永春水作、明治15年（1882年）刊行。天保期に刊行されたものの摸刻本。表紙に「外題高橋年隆畫」とあり
- 『絵本忠臣蔵実録錦』 ※内藤善吉編、明治15年刊行
- 『てじなのたね』　※木村文三郎編、明治15年刊行
- 『絵本一休問答』　※佐藤清三郎編、明治22年（1889年）
- 「新版東京市中鉄道馬車線路通行明細図並ニ賃金表」　品川区立品川歴史館所蔵　※明治15年[1]